# 김홍집 (1969년생 야구인)
김홍집(1969년 9월 16일 ~ )은 전 KBO 리그 야구 선수의 포수이다.

## 출신학교
- 토성중학교
- 경남고등학교
- 동아대학교 (1988학번)